# 里仁镇 (龙南市)
里仁镇，是中华人民共和国江西省赣州市龙南市下辖的一个乡镇级行政单位。

## 行政区划
里仁镇下辖以下地区：
冯塆村、上游村、中兴村、新园村、新里村、正桂村、圳背村、金莲村、张古塅村和均兴村。

## 交通
- 京九铁路：龙南站